# John Tudor
John Tudor (Ilkeston, 25 giugno 1946 – Minnetonka, 10 febbraio 2025) è stato un calciatore inglese, di ruolo attaccante.

## Carriera
Tudor inizia la carriera nel 1964 con i semiprofessionisti dell'Ilkeston Town, club della sua città natale, per poi nel 1966, all'età di 19 anni, esordire tra i professionisti con il Coventry City, club della seconda divisione inglese, con cui segna 8 gol in 16 partite di campionato, contribuendo alla vittoria del torneo da parte degli Sky Blues, che conquistano così la prima promozione in prima divisione della loro storia. L'anno seguente, all'esordio in questa categoria, va in gol per 4 volte in 36 partite giocate; successivamente nella stagione 1968-1969 segna un gol in 17 partite per poi a stagione in corso venire ceduto allo Sheffield Utd, club di seconda divisione, in cui poi gioca in questa categoria fino al gennaio del 1971, segnando con le Blades in totale 30 reti in 71 presenze in incontri di campionato.
Passa quindi al Newcastle Utd, club con cui conclude la stagione 1970-1971 con 16 presenze e 5 gol in prima divisione; rimane poi alle Magpies per ulteriori cinque stagioni e mezzo, tutte in prima divisione: se nei primi quattro anni è titolare fisso (nella stagione 1972-1973 segna 18 gol e gioca tutte e 42 le partite di campionato), dal 1975 in poi finisce ai margini della rosa, collezionando comunque in totale 164 presenze e 53 reti in incontri di campionato con il club bianconero (e 74 reti in 222 presenze tra tutte le competizioni ufficiali). Gioca poi in prima divisione anche nella stagione 1976-1977, in cui è autore di 3 reti in 30 presenze con lo Stoke City, prima di trasferirsi in Belgio al Genk, club della prima divisione locale, con cui trascorre due stagioni; si ritira infine nel 1980, all'età di 35 anni, dopo un'ultima stagione trascorsa nuovamente in patria giocando a livello semiprofessionistico con il Gateshead.
In carriera ha totalizzato complessivamente 334 presenze e 99 reti nei campionati della Football League.

## Palmarès

### Club

#### Competizioni nazionali
- Campionato inglese di seconda divisione: 1

Coventry City: 1966-1967

#### Competizioni internazionali
- Coppa Anglo-Italiana: 1

Newcastle: 1973
- Texaco Cup: 2

Newcastle: 1974, 1975